# Kåbergs tapetfabrik
Kåbergs tapetfabrik var en svensk tapettillverkare som grundades i Stockholm och verkade under åren 1856-1981.

## Historia
1856 köpte tehandlaren Carl August Kåberg (1824-1889) tapetfabriken Landgren & Wikström, belägen på Stadsholmen i Gamla stan. Studieresor till Frankrike, ett ledande land med avseende på mönster och tryckteknik, gjorde att Kåberg kunde modernisera och förfina tillverkningen. Guldmedalj vid industriutställningen i Moskva 1872 var den första i en serie internationella utmärkelser under 1870-talet. Vid övertagandet fanns 32 anställda. Före 1880 översteg de 100 och en ny fabrik byggdes på Södermalm i Stockholm.
Carl Fredrik Landgren, grundaren av tapetfabriken som startade 1822, var en ilandgången sjöman som lärt sig yrket på målarverkstäder i Stockholm, men också genom fransmannen Mabboux som uppehöll sig i Stockholm 1826.
Fabriken, liksom ett försäljningsmagasin, låg ursprungligen på Stora Nygatan 6 i Gamla stan i Stockholm men flyttade vid flera tillfällen, till Södermalm först och senare Handen. 1981 köptes märket av Eco Tapeter.
Kring sekelskiftet 1900 och åren därefter ritade bland andra Clara Hahr, Carl Malmsten, Gunnar Asplund och Uno Åhrén mönster åt Kåbergs.